# Édouard van Beneden

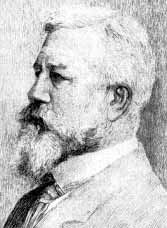
Édouard van Beneden

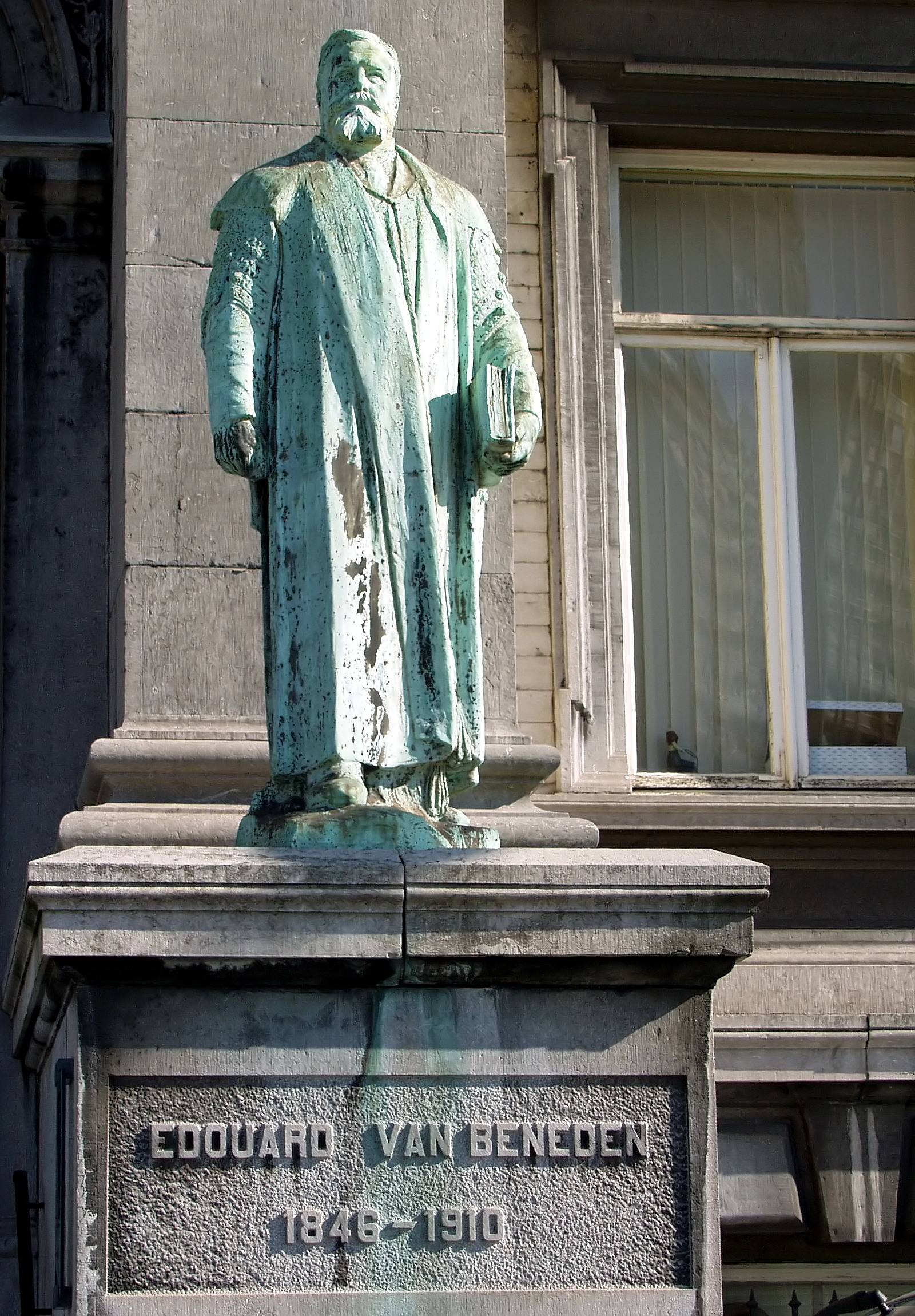
Statue Édouard van Benedens vor dem Zoologischen Institut Lüttich

Édouard Joseph Louis-Marie van Beneden (* 5. März 1846 in Löwen; † 28. April 1910 in Lüttich) war ein belgischer Zoologe und arbeitete vor allem auf den Gebieten der Entwicklungsbiologie und Zytologie.

## Leben
Édouard van Beneden war der Sohn des Parasitologen und Paläontologen Pierre-Joseph van Beneden. Er studierte Medizin und Zoologie. 
Édouard van Beneden war Professor für Zoologie an der Universität Leiden und ab 1874 als Nachfolger von Theodor Schwann Professor für Zoologie an der Universität Lüttich.
Van Beneden untersuchte vor allem frühe Entwicklungsstadien des Säugereies (1875 von Kaninchen und Fledermäusen), später bei Seeigeln und anderen Wirbellosen. Dabei beschrieb er vor allem das Verhalten der Chromosomen und die Reduktionsteilung. Im Jahr 1883 publizierte er Einzelheiten der Kernverschmelzung bei der Befruchtung mit der gleichmäßigen Verteilung der beim Teilungsvorgang halbierten mütterlichen und väterlichen Kernsubstanz.
Die Königliche Akademie von Belgien nahm ihn im Dezember 1870 als korrespondierendes und im Dezember 1872 als volles Mitglied auf. Im Jahr 1887 wurde er zum korrespondierenden Mitglied der Preußischen Akademie der Wissenschaften und 1888 zum Mitglied der Gelehrtenakademie Leopoldina gewählt. Seit 1891 war er korrespondierendes Mitglied der Bayerischen Akademie der Wissenschaften und seit 1900 auswärtiges Mitglied der Königlich Dänischen Akademie der Wissenschaften. Im Juni 1901 wurde er als korrespondierendes Mitglied in die Académie des sciences und im Dezember 1902 in die Russische Akademie der Wissenschaften aufgenommen.
Nach ihm ist das Beneden Head benannt, ein kliffartiges Kap im Nordwesten der Antarktischen Halbinsel.

## Schriften (Auswahl)
- Recherches sur la maturation de l'oeuf, la fécondation et la division cellulaire. In: Arch. de Biol. IV. Gand. 1883.
- mit Neyt: Nouvelles recherches sur la fécondation et la division mitosique chez l'ascaride mégalocéphale. In: Bull. Ac. roy de Belgique. 1887.
- Les Anthozoaires de la Plankton-Expedition; Die Anthozoen der Plankton-Expedition. In: Ergebnisse der von Mitte Juli bis Anfang November 1889 im Atlantischen Ocean ausgeführten Plankton-Expedition der Humboldt-Stiftung. Lipsius und Tischer, Kiel/Leipzig 1898 E-Text bei BioLib.de

## Quelle
- Ilse Jahn (Hrsg.): Geschichte der Biologie. 2000